# Vaunaveys-la-Rochette
Vaunaveys-la-Rochette – miejscowość i gmina we Francji, w regionie Owernia-Rodan-Alpy, w departamencie Drôme.
Według danych na rok 1990 gminę zamieszkiwało 448 osób, a gęstość zaludnienia wynosiła 20 osób/km² (wśród 2880 gmin regionu Rodan-Alpy Vaunaveys-la-Rochette plasuje się na 1191. miejscu pod względem liczby ludności, natomiast pod względem powierzchni na miejscu 410.).